# Taiyrbek Zhumashbek Uulu
Taiyrbek Zhumashbek Uulu (in kirghiso Тайырбек Жумашбек уулу?; 2000) è un lottatore kirghiso, specializzato nella lotta libera.

## Biografia
Ai  campionati asiatici di  Astana 2023 ha vinto la medaglia d'oro, superando in finale il cinese Liu Minghu.
Ai mondiali di Belgrado 2023 è riuscito a salire sul terzo gradino del podio, ottenendo anche la qualificazione olimpica.

## Palmarès
| Anno | Manifestazione             | Sede       | Evento | Risultato | Note |
| ---- | -------------------------- | ---------- | ------ | --------- | ---- |
| 2017 | Mondiali cadetti           | Atene      | 46 kg  | 7º        |      |
| 2019 | Campionati asiatici junior | Chon Buri  | 57 kg  | Bronzo    |      |
| 2021 | Mondiali U23               | Belgrado   | 61 kg  | 11º       |      |
| 2022 | Campionati asiatici U23    | Bishkek    | 61 kg  | Oro       |      |
| 2022 | Mondiali U23               | Pontevedra | 61 kg  | Argento   |      |
| 2023 | Campionati asiatici        | Astana     | 61 kg  | Oro       |      |
| 2023 | Mondiali                   | Belgrado   | 61 kg  | Bronzo    |      |